# Station Aarlanderveen

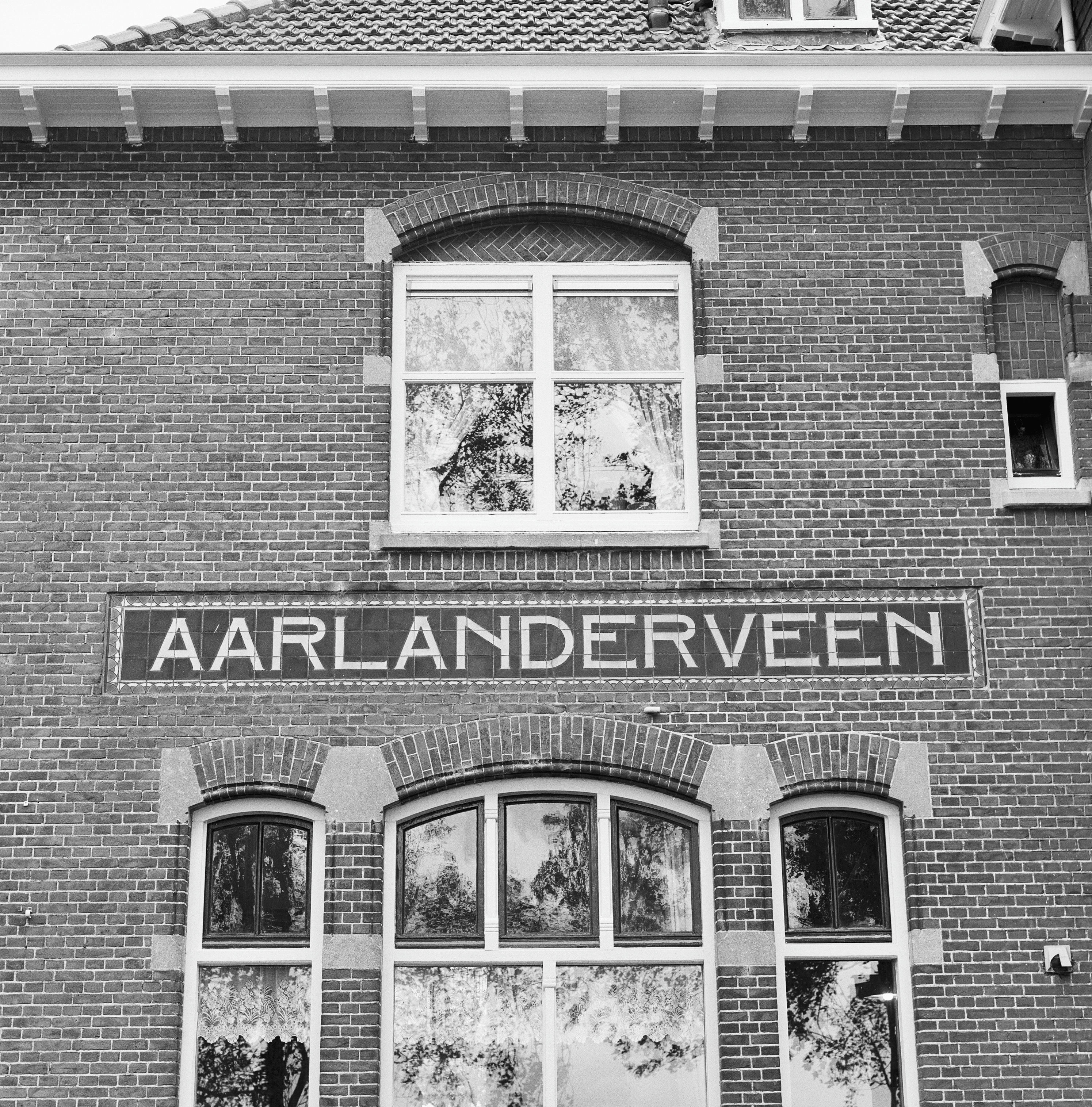
Tegelplateau station Aarlanderveen

Station Aarlanderveen (afkorting:Alv) is een voormalig station aan de spoorlijn Uithoorn – Alphen aan den Rijn.

## Geschiedenis
Het station werd geopend op 1 augustus 1915 en gesloten op 1 januari 1936.
Het stationsgebouw (type: Hesm I) werd gebouwd in 1913. Tegenwoordig is het gebouw als woonhuis ingericht.